# 山崎力
山崎 力（山﨑 力、やまざき つとむ、1947年〈昭和22年〉5月8日 - 2021年〈令和3年〉6月2日）は、日本の政治家。位階は従三位。自由民主党所属の元参議院議員（3期）。内閣府大臣政務官（第2次森改造内閣）、総務副大臣（第3次小泉改造内閣）、参議院総務委員長、参議院予算委員長などを歴任した。

## 来歴・人物
青森県青森市出身。東京都立日比谷高等学校を経て、1972年、中央大学法学部法律学科卒業。同年、読売新聞社入社。記者として16年勤務したのち、1988年1月、父の公設秘書となる。1989年6月、環境庁長官秘書官に就任。
1992年の日本新党の結党に参加。1993年の第40回衆議院議員総選挙に日本新党公認（公示時点では無所属で日本新党推薦、選挙期間中に追加公認）で立候補したが落選。その後、新進党青森副会長に就任。
1995年の第17回参議院議員通常選挙では新進党公認で青森県選挙区から立候補し、初当選した。
新進党解党後は改革クラブを経て、2000年に自由民主党に入党。入党後、橋本派に入会した。2001年の第19回参議院議員通常選挙に自民党公認で立候補し、再選。2005年、第3次小泉改造内閣で総務副大臣に就任。2007年の第21回参議院議員通常選挙では、民主党新人の平山幸司に敗れ落選。
2010年の第22回参議院議員通常選挙に自民党公認で青森県選挙区から立候補し、民主党新人の波多野里奈らを破って国政に復帰した。
2013年8月2日、参議院予算委員長に就任。2014年退任。
2016年の第24回参議院議員通常選挙では自民党公認で青森県選挙区から立候補し、民進党新人の田名部匡代に8052票差で落選。
2018年3月14日、一般社団法人青森県文化振興会議の理事長に就任。2018年春の叙勲で旭日重光章を受章。
2021年6月2日、青森市内の病院で死去。74歳没。関係者によれば、同年4月20日に新型コロナウイルスの陽性が判明し、入院治療していたという。死没日をもって従三位に叙される。

## 政策
- 選択的夫婦別姓制度導入に反対[11][12]。
- 外国人参政権導入に反対[12]。
- 自身のホームページで給付型奨学金の創設や義務教育の無償化を公約に掲げている[12]。

## 親族
- 祖父：山崎岩男（元衆議院議員・青森県知事）
- 父：山崎竜男（元参議院議員・環境庁長官）
- 義父：松尾三良（元北海道議会議員、札幌市選出）
- 義母：松尾静江（元北海道議会議員、札幌市選出）
- 次女：山崎結子（青森県外ヶ浜町長、県内初の女性首長）[13]。

## 不祥事
- 2013年、山崎自身が代表を務める政党支部を通して自身の資金管理団体などに1563万円を寄付し、税の優遇を受けていたことがわかった[14]。

## 主な所属団体・議員連盟
- 日本会議国会議員懇談会[15]
- 神道政治連盟国会議員懇談会[15]
- TPP交渉における国益を守り抜く会
- 日韓議員連盟